# Santa Martha, Berriozábal
Santa Martha är en ort i Mexiko.   Den ligger i kommunen Berriozábal och delstaten Chiapas, i den sydöstra delen av landet, 700 km öster om huvudstaden Mexico City. Santa Martha ligger 1 126 meter över havet och antalet invånare är 110.
Terrängen runt Santa Martha är kuperad norrut, men söderut är den platt. Santa Martha ligger uppe på en höjd. Runt Santa Martha är det ganska glesbefolkat, med 40 invånare per kvadratkilometer. Närmaste större samhälle är Ocozocoautla de Espinosa, 3,3 km söder om Santa Martha. Omgivningarna runt Santa Martha är en mosaik av jordbruksmark och naturlig växtlighet.